# Аполодот I
Аполодот I, известен и с прозвището Сотер, т.е. „Спасител“ (на гръцки: Απολλόδοτος ο Σωτήρ; на латински: Apollodotus), е владетел на Гръко-бактрийското царство. Различните изследователи посочват годините на управлението му през 180 – 160 г. пр.н.е. или в периода 174 – 165 г. пр.н.е.

## Управление
Съуправлява заедно с брат си Деметрий I и военачалника Менандър в новоприсъединената индийска област Таксила (дн. Пенджаб), Синд и вероятно Гуджарат.
Когато в Бактрия избухва бунтът на Евкратид, Деметрий I оставя управлението в Индия на Аполодот и Менандър, а той самия се отправя срещу узурпатора, но търпи поражение и е свален от власт. След като Евкратид установява владението си в Бактрия той побеждава и Аполодот, който в крайна сметка също губи властта. Менандър обаче успява да се задържи като владетел по поречието на Инд, ставайки основател на независимо Индо-гръцко царство.